# Yamada Shoji
Shoji Yamada (sinh ngày 6 tháng 12 năm 1982) là một cầu thủ bóng đá người Nhật Bản.

## Sự nghiệp câu lạc bộ
Shoji Yamada đã từng chơi cho Albirex Niigata, Albirex Niigata Singapore và Shizuoka FC.